# Zimnodół (Nowolesie)
Zimnodół – przysiółek wsi Nowolesie w Polsce, położony w województwie dolnośląskim, w powiecie strzelińskim, w gminie Strzelin.
W latach 1975–1998 przysiółek administracyjnie należał do województwa wrocławskiego.
Występuje również wariant nazewniczy Ziemne Doły. Nazwa ta jednak nie występuje na mapach wydawanych przez Państwowe Przedsiębiorstwo Wydawnictw Kartograficznych, a miejsce to jest opisane jako Zimne Doły, i taka nazwa funkcjonuje wśród okolicznych mieszkańców.